# Tudorboog

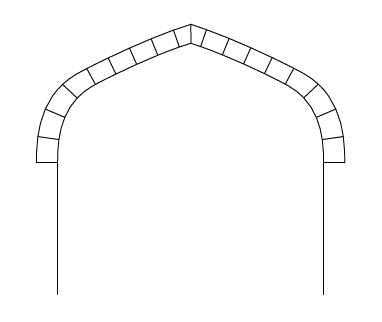
Tudorboog

Een tudorboog is in de architectuur een bepaalde boogconstructie.
De boogvorm is symmetrisch. Vanaf de zogeheten geboorte verloopt de boogvorm langs een kleine cirkel. Vervolgens loopt de boogvorm langs een flauwere cirkellijn naar het midden van de boog. Het laatste deel naar het midden van de boog kan vormgegeven zijn door een rechte lijn. In het midden van de boog zit een stompe hoek. De tudorboog wordt wel gezien als een type spitsboog. 
In de praktijk kan de boog in baksteen zijn gemetseld. In het midden van de boog kan een natuurstenen sluitsteen worden toegepast. Alle stenen van de boog kunnen ook uit natuursteen bestaan. 
De boogconstructie ontleent zijn naam aan het Engelse vorstenhuis Tudor. Een bepaalde bouwstijl die tijdens hun heerschappij in zwang was, wordt ook wel de tudorstijl genoemd. De tudorboog maakt deel uit van die bouwstijl. Buiten Engeland vond de boog toepassing in landen als Frankrijk, België en Nederland.

## Afbeeldingen

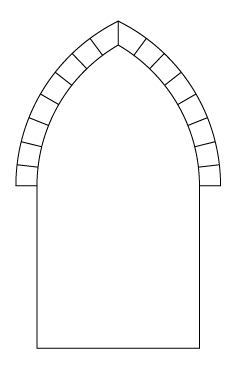
Spitsboog
Schematisch ontwerp van de tudorboog met vier cirkelsegmenten
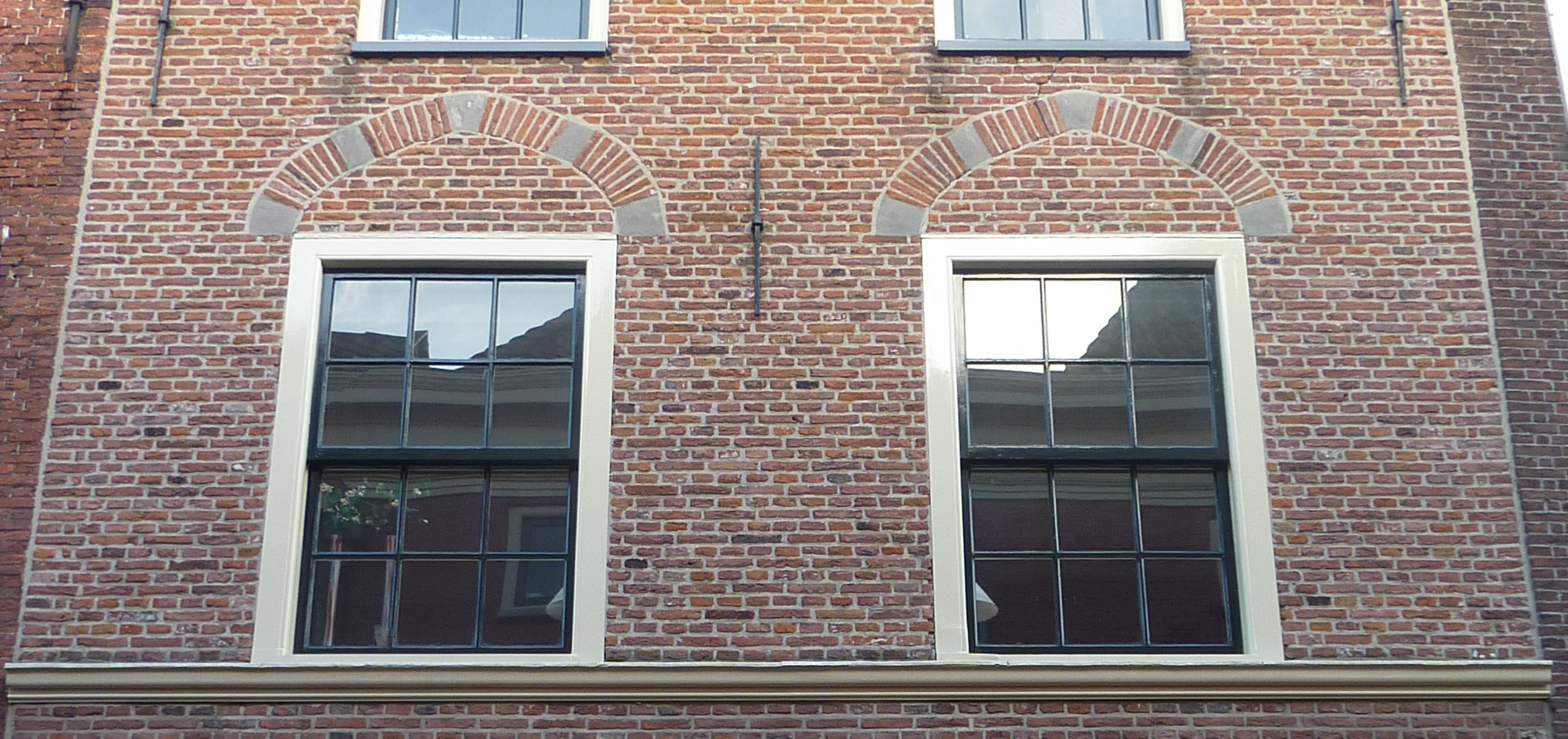
Huis met tudorbogen als ontlastingsboog
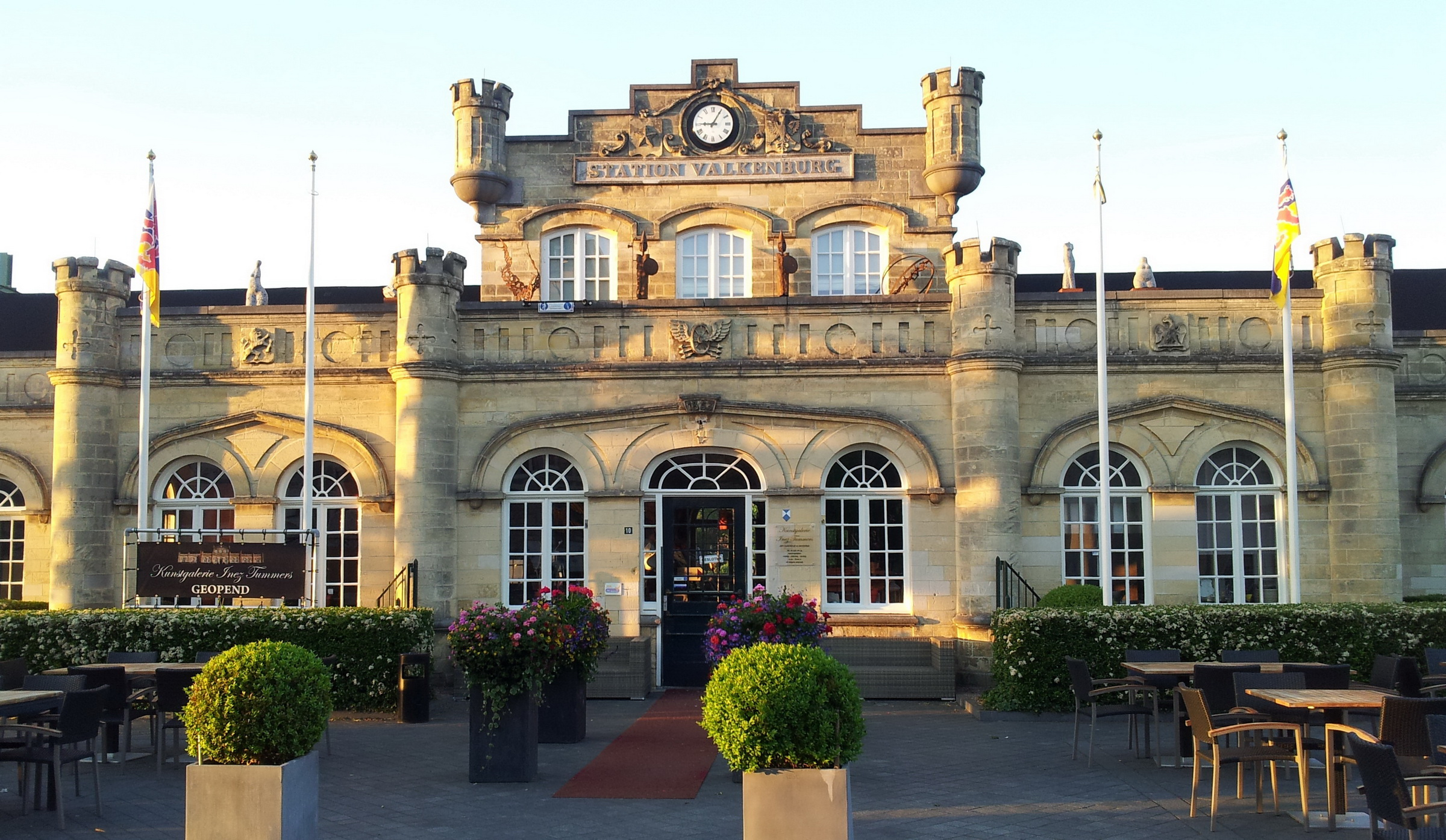
Station Valkenburg in neotudorstijl